# Shadows Fall
Shadows Fall er et amerikansk heavy metal band fra Springfield, Massachusetts, der blev dannet i 1995. De er et af de få nutidige metalbands, der får deres lyriske indflydelse fra østens filosofi .

## Medlemmer
- Brian Fair, 2014
- Paul Romanko, 2014
- Matt Bachand, 2014
- Felipe Roa, 2014

## Diskografi
Studio album
- 1998 – Somber Eyes to the Sky
- 2000 – Of One Blood
- 2002 – The Art of Balance
- 2004 – The War Within
- 2007 – Threads of Life
- 2009 – Retribution
- 2012 – Fire from the Sky

Opsamlingsalbum
- 2002 – Fear Will Drag You Down
- 2006 – Fallout From the War
- 2007 – Seeking the Way: The Greatest Hits

Singler
- 2004 – "What Drives the Weak"
- 2005 – "Inspiration on Demand"
- 2007 – "Redemption"
- 2007 – "Another Hero Lost"
- 2009 – "Still I Rise"
- 2010 – "Bark at the Moon"
- 2012 – "The Unknown"